# Brita Oledal
Brita Oledal född 10 januari 1906 i Hovby, Västergötland, död 6 januari 1981 i Edane, Värmland, var en svensk författare. Hon var dotter till prästen Josua Smedberg.

## Priser och utmärkelser
- 1963 – Landsbygdens författarstipendium